# 地球號

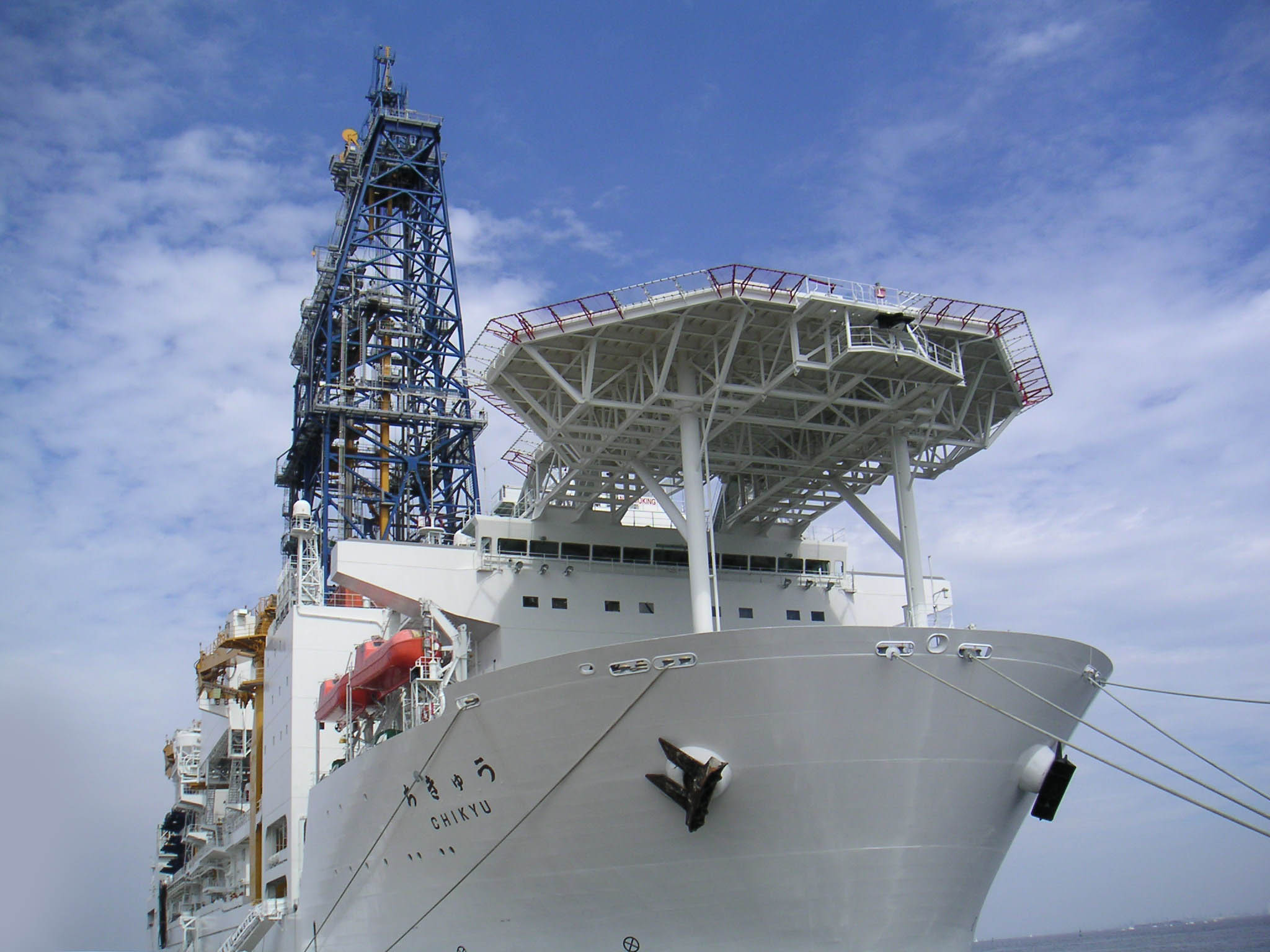
直升機甲板和艦橋

地球號（ちきゅう）是日本製造的世界最大深海鑽探船，其高科技鑽頭可以配合海溝裂縫鑽達地底7公里進入地幔。目前海底鑽探的世界紀錄是2111米，這樣的深度不僅不能到達地球中心，就是想到達一般大地震發生的震源地也很難。而“地球號”的鑽探深度達到了目前的3.5倍，這樣科學家就可以隨心所欲地取到地球不同深度的樣本，並當場在船上進行分析，了解地球各個斷層的機理、生物狀態和可利用礦物質成分等。對於安放地震偵測器和收集地震成因資料有莫大幫助，還能探勘海底資源。
本船總造價高達3.5億英鎊，其雷達可以進行360度的觀測，而一般現有雷達的輻射角度僅有180度；地球號還架起了世界上最高的船上鑽井架，高出海平面121米。
在2006電影《日本沉沒》中，本船以原名登場，作為鑽孔地殼放入炸彈避免日本列島被拖入海底的秘密武器。
2011年3月在下北八戶沖進行海底探査過程中在八戶港停留時候，遭遇2011年日本東北地方太平洋近海地震，收到海嘯警報後一時外海待避.同時在船上參觀的中居林小学校師生船内過夜、翌日由海上自衛隊船隻送回。

## 歷程
- 2001年4月25日 - 開工
- 2002年1月18日 - 進水式、船名決定
- 2003年4月22日 - 第一次海上試航
- 2004年12月3日 - 第二次海上試航
- 2005年7月29日 - 竣工

## 诸元
- 船級 - NK（日本海事協会）
- 全長 - 210m
- 全宽 - 38m
- 吃水 - 9.2m
- 深度 - 16.2m
- 塔的高度 - 121m
- 总吨位 - 56,752吨
- 航行距离 - 10节，14,800浬
- 機関 - サイドスラスター（2,550kW）×1基/アジマススラスタ（4,200kW）×6基
- 最大航速 - 12节（22.224km/h）
- 乗員 - 200名（2010年5月改造）
- 耐氷構造 - IA
- 最大工作深度挖掘能力
  - ライザー掘削時 - 2,500m
  - 钻柱长度 - 12,000m
- 防噴装置（BOP）装備
- 建造（掘削装置） - 三菱重工業長崎造船所香焼（こうやぎ）工場
- 建造（船体） - 三井造船玉野事業所
- 船籍港 - 横須賀港
- 船舶编号 - 136960
- 泥浆泵 National Oilwell / EH-V-5000
- 绞车 National Oilwell / 14-P-220, 7,500psi x 3
- 顶驱 Hydralift / HPS 1000 2E AC
- 防喷器 Vetco Gray / KFDS/CSO, 21"bore 500 psi WP, 18-3/4" 15,000psi WP
- 补偿钻具 Hydralift / CMC1000-25
- 隔水管张力 Hydralift / N-line direct acting tensioner, 800kips x 6
- 立管 Cameron / LoadKing 4.0, 19.5"ID x 90'/jt
- 发动机 Mitsui / 12ADD30V, 5,270KW x 6